# 455739 Isabelita
455739 Isabelita este o planetă minoră (asteroid) din centura de asteroizi. A fost descoperită pe 2 mai 2005 la Observatorio de La Cañada⁠(d) de Juan Lacruz⁠(d). 
Obiectul prezintă o orbită caracterizată de o semiaxă mare de 2,4624798029885 UAi, o excentricitate de 0,169, o înclinație de 3,03 ° în raport cu ecliptica.